# Presidentvalet i USA 1852
Presidentvalet i USA 1852 var det 17:e presidentvalet i USA:s historia. Sittande president Millard Fillmore hade genom 1850 års kompromiss gjort sig impopulär inom delar av sitt parti. Istället nominerade Whigpartiet Winfield Scott som kandidat. Demokraterna kom att nominera Franklin Pierce. Free Soil Party nominerade John P. Hale. Pierce vann valet med 254 elektorsröster mot 42 för Scott. Hale vann inga elektorsröster, men fick 4,9 % av rösterna.
Whigpartiet var splittrat över slaverifrågan och Free Soil Party förlorade mer än hälften av sina röster sedan tidigare val. Delar av dessa två partier kom nu att bli grunden för Republikanska partiet.